# Emanuel Mensdorff-Pouilly
Emanuel hrabě Mensdorff-Pouilly, fr. Emmanuel de Pouilly [pujjy] (24. ledna 1777 Pouilly – 28. června 1852 Vídeň) byl původem lotrinský baron, později rakouský důstojník, viceguvernér Mohuče, zakladatel rodu Mensdorff-Pouilly v českých zemích.

## Původ a kariéra
Baronská rodina pocházela z Pouilly-sur-Meuse, musela emigrovat z Francie kvůli francouzské revoluci. V roce 1793 nastoupil jako voják v rakouské armádě, prošel strmou vojenskou kariérou, v roce 1815 dosáhl hodnosti generálmajora, 1829 polního podmaršálka (ukončil aktivní službu). V letech 1824–1829 velel pevnosti v Mohuči, v letech 1829–1833 působil tamtéž jako viceguvernér. V letech 1833–1840 byl zemským velitelem v Čechách. Závěr své kariéry strávil jako viceprezident dvorské válečné rady (1840–1848), v roce 1845 byl povýšen na generála jezdectva. Byl též c. k. komořím (1804) a tajným radou (1834). Za zásluhy obdržel Řád Marie Terezie (1810) a v roce 1843 získal velkokříž Leopoldův řád. Kromě toho byl nositelem několika zahraničních vyznamenání.

## Rodina a majetek
Podařilo se mu navázat kontakty s rodinou Koburků a roku 1804 si vzal společensky nepoměrně významnější Žofii Sasko-Kobursko-Saalfeldskou (1778–1835). Teprve roku 1818 byl přijat mezi rakouská hrabata (se jménem Mensdorff-Pouilly). V roce 1838 zakoupil v Čechách panství Nečtiny.

### Potomci
- 1. Hugo Ferdinand (24. 8. 1806 Coburg – 21. 10. 1847 Velbert)
- 2. Alfons Bedřich (25. 1. 1810 Coburg – 10. 2. 1894 Boskovice), poslanec Moravského zemského sněmu (1861–1871), starosta Boskovic (1864–1876)
  - ⚭ I. (1843) Terezie Rosa z Dietrichstein-Proskau-Leslie (31. 8. 1823 Vídeň – 29. 12. 1856 Vídeň)
  - ⚭ II. (1862) Marie Terezie z Lambergu (31. 12. 1833 Varšava – 1. února 1876)
- 3. Alfréd Karel (23. 1. 1812 – 27. 4. 1814 Amorbach, Dolní Franky)
- 4. Alexandr (4. 8. 1813 Coburg – 14. 2. 1871 Praha), od roku 1868 první kníže z Ditrichštejna na Mikulově, 6. český místodržitel (1870–1871), 9. ministr zahraničních věcí Rakouského císařství (1864–1866)
  - ⚭ (1857) Alexandrina z Dietrichstein-Proskau-Leslie (28. 2. 1824 Praha – 22. 2. 1906 Vídeň)
- 5. Leopold Emanuel (18. 3. 1815 Coburg – 5. 5. 1821 Praha)
- 6. Artur (19. 6. 1817 Coburg – 23. 4. 1904 Pressath)
  - ⚭ I. (1853, rozvedeni 1882) Magdalene Kremzow (1835–1899), cirkusová krasojezdkyně, vzali se tajně
  - ⚭ II. (1902) Bianca Albertina von Wickenburg (6. 10. 1837 Štýrský Hradec – 19. 9. 1912 Velenje)